# Bedazzled (2000)
Bedazzled is een Amerikaanse film uit 2000 geregisseerd door Harold Ramis. De hoofdrollen worden vertolkt door Brendan Fraser en Elizabeth Hurley.
De film is een remake van Bedazzled uit 1967. Net als het origineel van Stanley Donen is het een komische variant op de Faustlegende.

## Verhaal
Elliot Richards wordt als technisch adviseur genegeerd door iedereen en heeft geen sociaal leven. Hij is verliefd op zijn collega Alison Gardner maar is zijn leven beu en smeekt om een beter leven. Zijn smeekbede wordt verhoord en de duivel komt hem ten nood en verwezenlijkt zijn zeven wensen maar in ruil wil de duivel Elliots ziel.

## Rolverdeling
| Acteur             | Personage         |
| ------------------ | ----------------- |
| Brendan Fraser     | Elliot Richards   |
| Elizabeth Hurley   | De duivel         |
| Frances O'Connor   | Alison Gardner    |
| Miriam Shor        | Carol             |
| Orlando Jones      | Daniel            |
| Paul Adelstein     | Bob               |
| Toby Huss          | Jerry             |
| Gabriel Casseus    | Elliots celgenoot |
| Brian Doyle-Murray | Priester          |
| Jeff Doucette      | Desk Sergeant     |

## Prijzen en nominaties
- Golden Trailer Award
  - Gewonnen: Beste titelsequentie
- Hollywood Makeup Artist and Hair Stylist Guild Award
  - Genomineerd: Beste make-up
  - Genomineerd: Best Contemporary Hair Styling
- MTV Movie Award
  - Genomineerd: Best geklede vrouw (Elizabeth Hurley)